# Ричард Бун
Ричард Бун (на английски: Richard Boone) е американски актьор. 

## Биография
Роден е на 18 юни 1917 г. в Лос Анджелис, Калифорния, средното дете на Сесил (родена Бекерман) и Кърк Е. Бун, корпоративен адвокат и четвърти правнук на Скуайър Бун (1696-1765), брат на граничаря Даниел Бун.  Майка му е еврейка, дъщеря на имигранти от Русия. 

### Личен живот
Бун е женен три пъти: за Джейн Хопър (1937–1940), Мими Кели (1949–1950) и Клер Макалун (от 1951 до смъртта му).
Синът му с Макалун, Питър е участвал като дете актьор в няколко от телевизионните предавания на баща си. 

### Смърт
Ричард Бун умира в дома си в Сейнт Авгъстин, Флорида, от усложнения на рак на гърлото.  Пепелта му е разпръсната в Тихия океан край Хавай. 

## Избрана филмография
| Година | Филм           | Оригинално заглавие | Роля               | Режисьор      |
| ------ | -------------- | ------------------- | ------------------ | ------------- |
| 1957   | Напрежение     | The Tall T          | Франк Ашър         | Бъд Бетикър   |
| 1960   | Аламо          | The Alamo           | Генерал Сам Хюстън | Джон Уейн     |
| 1969   | Споразумението | The Arrangement     | Сам                | Елия Казан    |
| 1971   | Големия Джейк  | Big Jake            | Джон Файн          | Джордж Шърман |
| 1976   | Стрелецът      | The Shootist        | Майк Суини         | Дон Сийгъл    |